# Andrewsianthus aberrans
Andrewsianthus aberrans är en bladmossart som först beskrevs av Nees et Mont., och fick sitt nu gällande namn av Riclef Grolle. Andrewsianthus aberrans ingår i släktet Andrewsianthus och familjen Scapaniaceae. Inga underarter finns listade i Catalogue of Life.